# Acesta sphoni
Acesta sphoni is een tweekleppigensoort uit de familie van de Limidae. De wetenschappelijke naam van de soort is voor het eerst geldig gepubliceerd in 1963 door Hertlein.